# Zăbrani

Lage der Gemeinde Zăbrani im Kreis Arad

Zăbrani (deutsch Guttenbrunn, ungarisch Temeshidegkút) ist eine Gemeinde im Kreis Arad in der Region Banat in Rumänien. Zu der Gemeinde Zăbrani gehören die Dörfer Chesinț und Neudorf.

## Lage
Zăbrani liegt am nördlichen Rand des Banats, etwa 5 km südlich der Marosch. Der Ort wird von der Landstraße Arad–Lipova durchquert, und hat über die Bahnstrecke Timișoara–Radna (Lipova) Anschluss zum Eisenbahnnetz.

## Geschichte
1724 wurden die ersten deutschen Familien auf einer Anhöhe angesiedelt. Die meisten der etwa 50 Familien stammten aus dem Odenwald, beispielsweise aus Unter- und Ober-Schönmattenwag, Mörlenbach, Fürth, Amorbach und Dossenheim. Insgesamt 209 Personen bildeten die ersten Einwanderer. Der Ort erhielt den Namen Guttenbrunn. Die erste Kirche wurde 1730 gebaut. 1736 wurden weitere deutsche Familien im Ort Guttwill angesiedelt. 1764 wurde das Gelände Guttwill an Guttenberg abgetreten. 1753 kamen 17 neue Familien aus Lothringen und aus dem Schwarzwald und ließen sich in Sabran (rumänisch Zăbrani) nieder. 1930 wurden Guttenbrunn und Zăbrani zusammengeschlossen.
In der hochtheresianischen Siedlungsperiode wurde der Ort nochmals durch Zusiedlungen erweitert, bis 1771 wurden hier 148 Häuser durch den Impopulationsdirektor Carl Samuel Neumann Edler von Buchholt errichtet. Parallel dazu erfolgte die Regulierung des Ortes. Dabei wurden an den rechteckigen Kern der Dorfanlage weitere Straßen angebaut, die im Grundriss einen rechten Winkel bilden.
Am 9. April 1995 wurde die museale Gedenkstätte zu Ehren des banatschwäbischen Schriftstellers Adam Müller-Guttenbrunn (1852–1923) in feierlichem Rahmen wiedereröffnet. Die aufwändige Renovierung und Neueinrichtung wurde von der vom ehemaligen Botschafter in Rumänien, Klaus Terfloth, ins Leben gerufenen Stiftung Deutsches Kulturerbe in Rumänien, von der Landsmannschaft der Banater Schwaben und von der Bayerischen Staatsregierung finanziert. Zu den Ehrengästen der Veranstaltung zählten neben den Vertretern der Landsmannschaft der Banater Schwaben und des Demokratischen Forums der Deutschen aus dem Banat auch der Ministerialrat der Bayerischen Staatsregierung Bruno Lieschke und der Arader Präfekt Avram Craciun. Die Gedenkstätte, die über fünf Ausstellungsräume verfügt, wurde in der Ortsmitte im Postgebäude eingerichtet.
Auf der Straßenfassade des Geburtshauses von Adam Müller-Guttenbrunn wurde schon 1921 auf Initiative des Deutschen Schwäbischen Kulturverbandes, dessen Obmann Michael Kausch war, eine Gedenktafel mit folgendem Text angebracht: „Geburtshaus des schwäbischen Heimatdichters Adam Müller-Guttenbrunn geb. am 22. Okt. 1852 Gewidmet von der Gemeinde Guttenbrunn auf Anregung der Ortsgruppe des Kulturverbandes 1921.“
In den 1990er Jahren wurde neben dieser Gedenktafel auch eine zweite in rumänischer Sprache angebracht.
Die Inschrift lautet:
„In diesem Haus wurde am 22. Oktober 1852 der schwäbische Schriftsteller Adam Müller-Guttenbrunn geboren.“

## Ortsnamen
- 1080–1090: Sabran
- 1561: Hidegkút
- 1724: Guttenbrunn
- Seit 1918: Zăbrani

## Tourismus
Die wichtigsten touristischen Sehenswürdigkeiten sind:
- das Adam Müller-Guttenbrunn-Museum
- das Geburtshaus von Adam Müller-Guttenbrunn
- die Grabstätte der Fürstin Maria Ana Ferdinanda von Habsburg in Neudorf
- die römisch-katholische Kirche in Neudorf

## Einwohner
- 1910 hatte Zăbrani 6652 Einwohner, davon 2638 Rumänen, 235 Ungarn, 3775 Deutsche und 4 sonstige.
- 1977 lebten in Zăbrani 5217 Einwohner, davon 3419 Rumänen, 91 Ungarn, 1614 Deutsche und 93 andere.
- 2002 hatte Zăbrani 4472 Einwohner, davon 4316 Rumänen, 71 Ungarn, 35 Deutsche und 50 andere.
- 2011; 4251 Einwohner, davon 4005 Rumänen, 48 Ungarn, 24 Deutsche, 11 Ukrainer und 163 andere.

## Persönlichkeiten
- Adam Müller-Guttenbrunn (1852–1923), banatschwäbischer Autor
- Gerhardt Csejka (1945–2022), deutscher Schriftsteller, Übersetzer und Publizist
- Bernhard Krastl (* 1950), Vorsitzender des Weltdachverbands der Donauschwaben.
- Ernest Wichner (* 1952), deutscher Schriftsteller und Übersetzer